# Moasjön (Båraryds socken, Småland)
Moasjön är en sjö i Gislaveds kommun i Småland och ingår i Nissans huvudavrinningsområde. Sjön har en area på 0,09 kvadratkilometer och ligger 169,4 meter över havet. Sjön avvattnas av vattendraget Moa Sågbäck.

## Delavrinningsområde
Moasjön ingår i det delavrinningsområde (635809-136423) som SMHI kallar för Mynnar i Nissan. Medelhöjden är 210 meter över havet och ytan är 11,82 kvadratkilometer. Det finns inga delavrinningsområden uppströms utan avrinningsområdet är högsta punkten. Moa Sågbäck som avvattnar avrinningsområdet har biflödesordning 2, vilket innebär att vattnet flödar genom totalt 2 vattendrag innan det når havet efter 121 kilometer. Delavrinningsområdet består mestadels av skog (78 procent) och jordbruk (14 procent). Avrinningsområdet har 0,32 kvadratkilometer vattenytor vilket ger det en sjöprocent på 2,7 procent.